# 博伊勒斯米爾 (密蘇里州)
博伊勒斯米爾（英語：Boyles Mill）是位於美國密蘇里州摩根縣的非建制地區。

## 歷史
博伊勒斯米爾的郵局於1874年設立，其後於1922年停運。

## 地理
博伊勒斯米爾所處的海拔為高於海平面229米（即751英呎），而該地所採用的時區為UTC-6，即北美中部時區（CST）。同時該地設有夏令時間，為UTC-6調快一小時，即UTC-5（CDT）。